# Otopharynx
Otopharynx Regan, 1920 è un genere di pesci d'acqua dolce appartenente alla famiglia Cichlidae, sottofamiglia Pseudocrenilabrinae.

## Distribuzione e habitat
Queste specie sono diffuse in Africa, endemiche del lago Malawi.

## Descrizione
Le dimensioni variano dai 10 cm di Otopharynx antron ai 25 di Otopharynx speciosus.

## Specie
Il genere comprende 14 specie:
- Otopharynx antron
- Otopharynx argyrosoma
- Otopharynx auromarginatus
- Otopharynx brooksi
- Otopharynx decorus
- Otopharynx heterodon
- Otopharynx lithobates
- Otopharynx ovatus
- Otopharynx pachycheilus
- Otopharynx selenurus
- Otopharynx speciosus
- Otopharynx spelaeotes
- Otopharynx tetraspilus
- Otopharynx tetrastigma